# OGLE-TR-182 b
OGLE-TR-182b — транзитная экзопланета. Относится к классу горячих юпитеров. Её масса близка к массе Юпитера, однако радиус больше.